# S/2003 J 15
S/2003 J 15 je Jupitrov naravni satelit (luna). Spada med  nepravilne lune z retrogradnim gibanjem. Je zunanja članica Anankine skupine Jupitrovih lun, ki krožijo okoli Jupitra v razdalji od 19,3 do 22,7 Gm in imajo naklon tira okoli 150°. 
Luno S/2003 J 15 je leta 2003 odkrila skupina astronomov, ki jo je vodil Scott S. Sheppard z Univerze Havajev . 
Luna S/2003 J 15 ima premer okoli 2 km in obkroža Jupiter v povprečni razdalji 22,721.000 km. Obkroži ga v  689  dneh 18 urah  in 29 minutah po krožnici z veliko izsrednostjo (ekscentričnostjo), ki ima naklon tira okoli 142 ° glede na ekliptiko in na ekvator Jupitra. 
Njena gostota je ocenjena na 2,6 g/cm3, kar kaže, da je sestavljena iz kamnin. 
Luna izgleda zelo temna, njena odbojnost je 0,04.